# کوروسال (سوکره)
کوروسال (سوکره) (به اسپانیایی: Corozal, Sucre) یک سکونتگاه مسکونی در کلمبیا است که در بخش سوکره واقع شده‌است.

## خصوصیات
کوروسال ۲۶۴ کیلومترمربع مساحت و ۵۳٬۲۹۱ نفر جمعیت دارد و ۱۴۲ متر بالاتر از سطح دریا واقع شده‌است.